# Чегусова, Зоя Анатольевна
Зоя Анато́льевна Чегусова (род. 31 июля 1953 года, Киев) — советский и украинский искусствовед, Президент Украинской секции Международной ассоциации арт-критиков АИСА под эгидой ЮНЕСКО. Заслуженный деятель искусств Украины (2007). Лауреат Национальной премии Украины имени Т.Шевченко (2006).

## Биография
Зоя Анатольевна Чегусова родилась 31 июля 1953 года в городе Киев в доме по ул. Чкалова. В 1975 году Зоя Анатольевна окончила факультет «теории и история искусства» в Киевском государственный художественном институте. С 1975 года она стала работать искусствоведом. С 1978 года она стала печататься в различных журналах таких как: «Образование», «Украина», «Декоративное искусство», «Творчество», «Президент», «Академия», «Украинское искусство», «Дизайн аспект», «А. С. С.», «Аэропорт», «Аir Ukraine», «мFine Art» и др. С 1979 по 1982 год Зоя Чегусова продолжила обучение в аспирантуре института КиевЗНИИЭП.
С 2002 года работает научным сотрудником ИИФЭ им. М. Т. Рыльского НАН Украины.
С 2005 года является Президентом Украинской секции АИС.

## Публикации
- «Искусство Украины XX века» (в соавт., 1998);
- «Декоративное искусство Украины конца XX века. 200 имен» (2002);
- «Искусство Украины. 1991—2003» (в соавт., 2003);
- Каталог выставки к празднованию 50-летия вхождения Украины в ЮНЕСКО в Париже «Современное декоративное искусство Украины» (2004);
- «Декоративное искусство Украины XX века. В поисках „большого стиля“» (в соавт., 2005);
- «История украинского искусства. XX век». Том пятый (в соавт., 2007);
- «Людмила Жоголь. Волшебница художественного текстиля» (в соавт, 2008).

## Награды
- Благодарность Правления Киевской организации НСХУ за разработку и воплощение в жизнь авторского арт-проекта «Декоративное искусство Украины конца XX века. 200 имен» (2003);
- Благодарность Киевского городского головы «За добросовестный труд и активную жизненную позицию» (2006);
- Лауреат Национальной премии Украины имени Тараса Шевченко (2006, за альбом-каталог «Декоративное искусство Украины конца XX века. 200 имен»);
- Заслуженный деятель искусств Украины (2007).

## Почётные членства
- Член Национального союза художников Украины (с 1984)[5];
- Член Международной ассоциации арт-критиков АИСА под эгидой ЮНЕСКО (с 2001);
- Член редакционной коллегии журнала «Украинское искусство» (2003);
- Член редакционной коллегии журнала «Изобразительное искусство» (2006);
- Член редакционной коллегии журнала «Fine Art» (2007).